# Tim Teufel
Timothy Shawn Teufel (né le 7 juillet 1958 à Greenwich, Connecticut, États-Unis) est un ancien joueur de baseball. Il est joueur de deuxième but dans la Ligue majeure de baseball pour les Twins du Minnesota, les Mets de New York et les Padres de San Diego de 1983 à 1993. 
Depuis la saison 2012, il est instructeur de troisième but pour les Mets de New York, le club avec lequel il a remporté la Série mondiale 1986.
Il était notamment célèbre pour son Teufel Shuffle, mouvement du bassin qu'il effectuait lorsqu'il était au bâton.

## Biographie
Teufel est né le 7 juillet 1958 à Greenwich, Connecticut. Après des études secondaires au St. Mary's High School, il suit des études supérieures à l'Université de Clemson. 

## Carrière de joueur

### Ligues mineures
En 1978, Teufel est repêché en 16e ronde par les Brewers de Milwaukee, mais il choisit de ne pas signer. En 1979, Teufel est déjà repêché en 3e ronde de la deuxième phase par les White Sox de Chicago, mais il choisit de ne pas signer. En 1980, il est repêché en 2e ronde par les Twins du Minnesota. Il signe avec les Twins et joue pour les Twins d'Orlando, le club-école AA des Twins, en 1980, 1981 et le début de 1982. 
En 1982 avec les Twins d'Orlando, il a une moyenne au bâton de ,282, donc il est promu aux Mud Hens de Toledo. Avec les Mud Hens en 1983, il a une moyenne au bâton de, 323; une OPS de 1,022 ; 27 coups de circuit et 100 points produits. 

### Ligues majeures
Teufel fait ses débuts dans le baseball majeur le 3 septembre 1983 dans un match des Twins du Minnesota contre les Orioles de Baltimore.
Après la saison de 1985, Teufel est échangé avec Pat Crosby aux Mets de New York en retour de Billy Beane, Bill Latham et Joe Klink. Le 10 juin, il fait gagner les Mets contre les Phillies de Philadelphie avec un grand chelem comme frappeur suppléant. 
Les Mets gagnent la Série mondiale contre les Red Sox de Boston, mais dans le 1er match de la finale, Teufel commet une erreur qui permet aux Red Sox de marquer un point et de gagner le match. Dans le 5e match, Teufel frappe un circuit dans la défaite des Mets.
En 1987, Teufel maintient une moyenne au bâton de ,398 et une moyenne de présence sur les buts de ,398. 
En 1991 avec les Mets, Teufel a une faible moyenne au bâton de ,118. Le 31 mai 1991, il est échangé aux Padres de San Diego en retour de Garry Templeton. Il joue avec les Padres jusqu'en 1993, avec des moyennes au bâton entre ,220 et ,250. Après la saison 1993, il prend sa retraite.

## Carrière d'entraîneur
En 2001 et 2002, Teufel est instructeur pour les Mets de New York. En 2003, il devient gérant en ligues mineures des Cyclones de Brooklyn. Il dirige en 2004, 2005, 2008, et 2009 les Mets de Sainte-Lucie; en 2007 les Sand Gnats de Savannah, en 2010 pour les Mets de Binghamton; et en 2011 pour les Bisons de Buffalo et les Leones del Caracas. 
En 2012, il redevient instructeur des Mets de New York. Il remplace alors Chip Hale comme instructeur de troisième but.

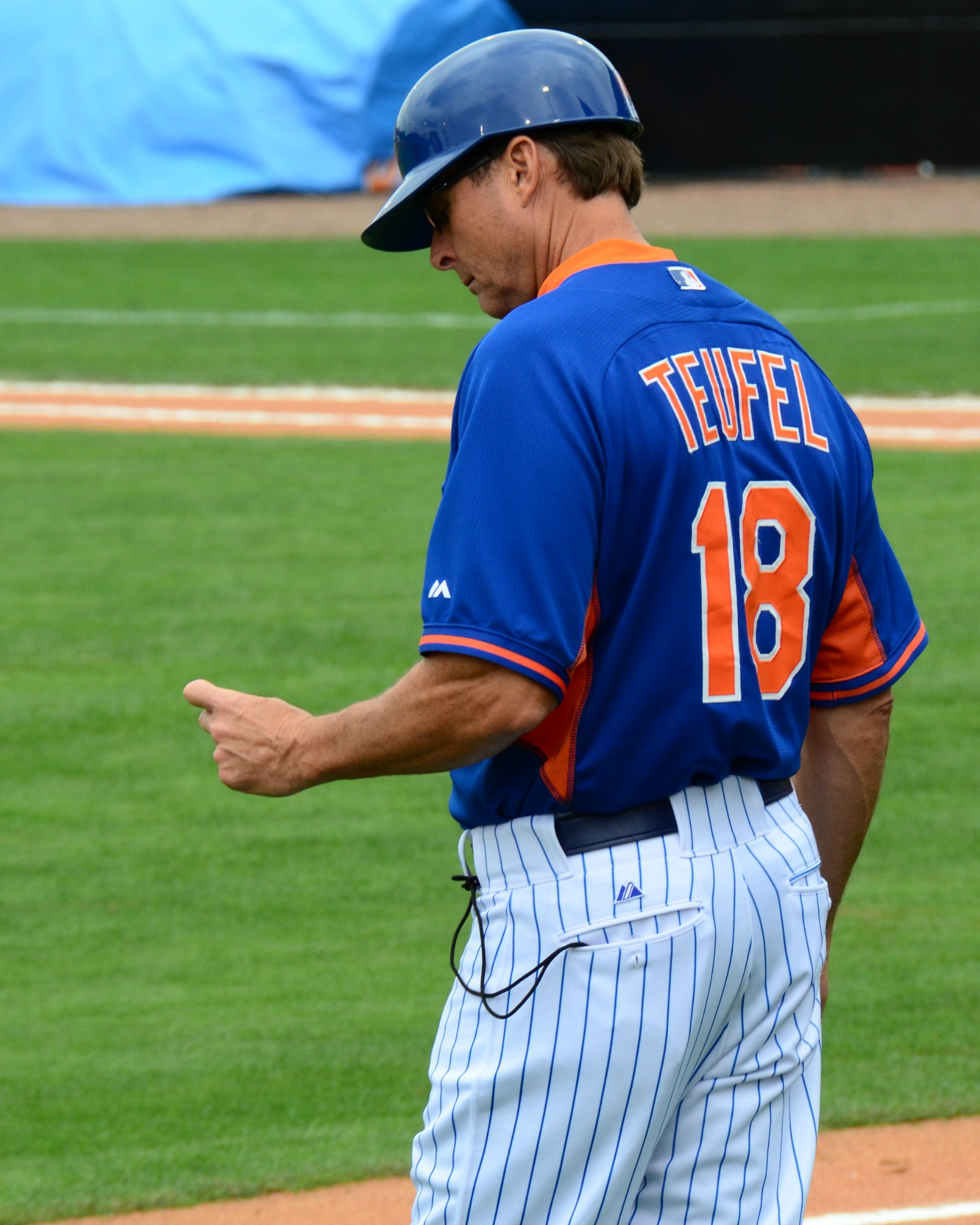
Teufel avec les Mets